# Miro Kačić
Miro Kačić (Pučišća na Braču, 7. srpnja 1946. – Zagreb, 6. veljače 2001.), hrvatski jezikoslovac, matematički lingvist, romanist i kroatist. 

## Životopis
Osnovnu školu završio u Pučišćima a gimnaziju u Zagrebu gdje je na Filozofskom fakultetu diplomirao romanistiku (francuski i talijanski jezik). Od 1977. lektor hrvatskoga u Francuskoj gdje je na sveučilištu u Aix-en-Provanceu doktorirao disertacijom Le theorie des ensembles et l'analyse linguistique (Teorija skupova i lingvistička analiza), u kojoj je dalje razvio algebarsku lingvistiku i koja je, zbog znanstvenoga značaja, tiskana o trošku francuske vlade. Od 1988. na Filozofskom fakultetu u Zadru predavao je opću i francusku sintaksu te primijenjenu lingvistiku. Od 1992. u Zavodu za lingvistiku Filozofskoga fakulteta u Zagrebu. Jedan je od pokretača Sveučilišnoga studija informatike Sveučilišta u Zagrebu i bio je nositelj dvaju kolegija: Ustroj prirodnih i umjetnih jezika i Računalo i prirodni jezik. Od 1996. do smrti u Zagrebu ravnatelj Instituta za hrvatski jezik i jezikoslovlje i profesor na Odsjeku za opću lingvistiku (Katedra za algebarsku i informatičku lingvistiku).
Bavio se teorijskom i algebarskom lingvistikom i kroatističkim temama, u kojima je dao sociolingvističku raščlanu utjecaja politike u nastanku slavistike te ukazao na presudnu ulogu politički motiviranoga jezikoslovlja u stvaranju i održavanju serbokroatističkoga mita.
U svojim je radovima predlagao nešto drukčije razvrstavanje glagolskih vremena u hrvatskom jeziku.

## Djela
- Hrvatski i srpski. Krivotvorine i zablude (Zagreb, 1995.; prijevodi na njemački, engleski i francuski)
- Jezikoslovna promišljanja (Zagreb, 2001.)